# Kidômaru
 (février 2025).
- Si vous ne connaissez pas le sujet, laissez ce bandeau (vous pouvez alors contacter les auteurs).
- Si vous supprimez le contenu mis en cause (vous pouvez préalablement contacter les auteurs),

argumentez précisément cette suppression dans la page de discussion
(un manque de référence n'est pas un argument ; une recherche réelle de référence doit avoir été effectuée, être formellement documentée).
Kidômaru (鬼童丸, Kidōmaru) est un personnage du manga Naruto.

## Présentation
C'est un des 4 ninjas du Son. Ses six bras et ses techniques impliquant des toiles le rapprochent d'une araignée. Très intelligent et puissant, c’est quelqu'un qui aime jouer avec ses adversaires avant de les tuer, ce qui constitue son point faible selon Orochimaru,.
Étant un disciple d'Orochimaru, Kidômaru subit en permanence les effets du sceau maudit, ainsi il possède une puissance incroyable en échange de sa servilité. Au niveau 2 du Sceau, Kidômaru possède un troisième œil sur le front (lui permettant d'augmenter encore davantage sa précision), une longue chevelure blanche, une peau marron et reçoit la faculté de sécréter un arc et des flèches par la bouche.
Lorsque son équipe ramène Sasuke Uchiwa à Orochimaru, ils affrontent deux jōnin, Genma et Raïdô qu'il battent en activant le niveau 2 de la marque maudite, puis l'équipe de Shikamaru les rattrape pendant qu'ils se reposent. Kidômaru, utilisant des fils d'araignée disposés en série de trois autour de la clairière où lui et ses compagnons se reposent, est le premier à constater l'arrivée d'ennemis. Lorsque Sakon force Neji et Shikamaru à sortir de leur cachette, Kidômaru utilise ces mêmes fils pour localiser et attraper Naruto, Kiba et Chōji. Jirōbō les enferme dans une prison de terre pour s'en occuper tandis que le reste de l'équipe continue sa route.
Jirōbō les rattrape par la suite, mais son comportement étrange alerte ses coéquipiers, il s'agit en fait de Shikamaru utilisant le Henge No Jutsu, le vrai Jirōbō venant de se faire tuer par Chōji. Kidômaru donne le baril contenant Sasuke à Tayuya, et reste derrière pour éliminer leurs poursuivants. Il immobilise rapidement toute l'équipe de Shikamaru, et commence à s'amuser avec les clones de Naruto. Cela donne le temps à Neji de trouver le moyen de détruire les toiles de Kidômaru, qu'il choisit ensuite de confronter seul.
Kidômaru commence par sous-estimer Neji et finit par comprendre la valeur de son adversaire en recevant les 64 points du Hakke. Il va alors décider de trouver une faille dans le Byakugan et le Kaiten de Neji en le combattant à distance. Pour cela, il utilisera une combinaison de pièges et d'invocations. Ils lui permettront de découvrir le point faible de Neji, un angle mort dans le Byakugan. Fort de cette découverte Kidômaru va établir une nouvelle stratégie. Il passe au niveau deux du sceau maudit et crée un arc et des flèches avec son Kumo Nenkin. Grâce à ses huit membres et au sceau maudit il tire ses flèches avec une puissance phénoménale. Afin que ses flèches passent bien dans l'angle mort elles sont reliées à sa bouche par un fil de chakra. Neji encaissera volontairement une des flèches et utilisera le fil de chakra qui relie la flèche à Kidômaru pour l'atteindre avec le Jūken. Les organes de Kidômaru seront mortellement touchés. Il dira même que seul Kimimaro Kaguya avait réussi à le mettre dans un tel état. Kidômaru meurt et laisse Neji dans un état critique.

## Techniques
Comme tous les autres membres des « cinq d'Oto », le Kekkai Genkai de Kidômaru est très puissant et lui permet de tisser une très grande variété de toiles d'usages différents dont en voici quelques-uns:
- Kumo Sōka (蜘蛛巣花, La toile de l'araignée?)
  - Kidômaru concentre son chakra dans sa bouche et en fait sortir une toile d'araignée poisseuse qu'on ne peut pas se couper avec une arme tranchante. On peut cependant couper ces fils avec le jūken, la technique du poing souple utilisée par le clan Hyûga, ou les brûler avec Amaterasu.
- Kumo Sōkai (蜘蛛巣, Déploiement de la toile?)
  - Même technique que la toile de l'araignée mais cette fois la toile est beaucoup plus grande et permet de coller des centaines de clones.
- Kumo Nenkin (蜘蛛粘金, La secrétion arachnéenne dorée?)
  - Cette technique consiste à faire sortir de la bouche une matière dorée très résistante qui durcit au contact de l'air, ici, Kidômaru modèle des armes tranchantes ou encore une armure.
- Kuchyose no Jutsu (口寄せの術, Technique d'invocation?)
  - Kidômaru est capable d'invoquer Kyodaigumo (巨大蜘蛛, L'araignée géante?), la reine des araignées. Kyodaigumo peut créer un cocon dans lequel se trouve un grand nombre d’araignées plus petites qui attaquent l’adversaire.